# Pomnik cesarza Wilhelma I we Wrocławiu
Pomnik cesarza Wilhelma I (niem. Kaiser-Wilhelm-I.-Denkmal) – pomnik cesarza Wilhelma I, który znajdował się we Wrocławiu. Zlikwidowany w 1945 roku.

## Historia

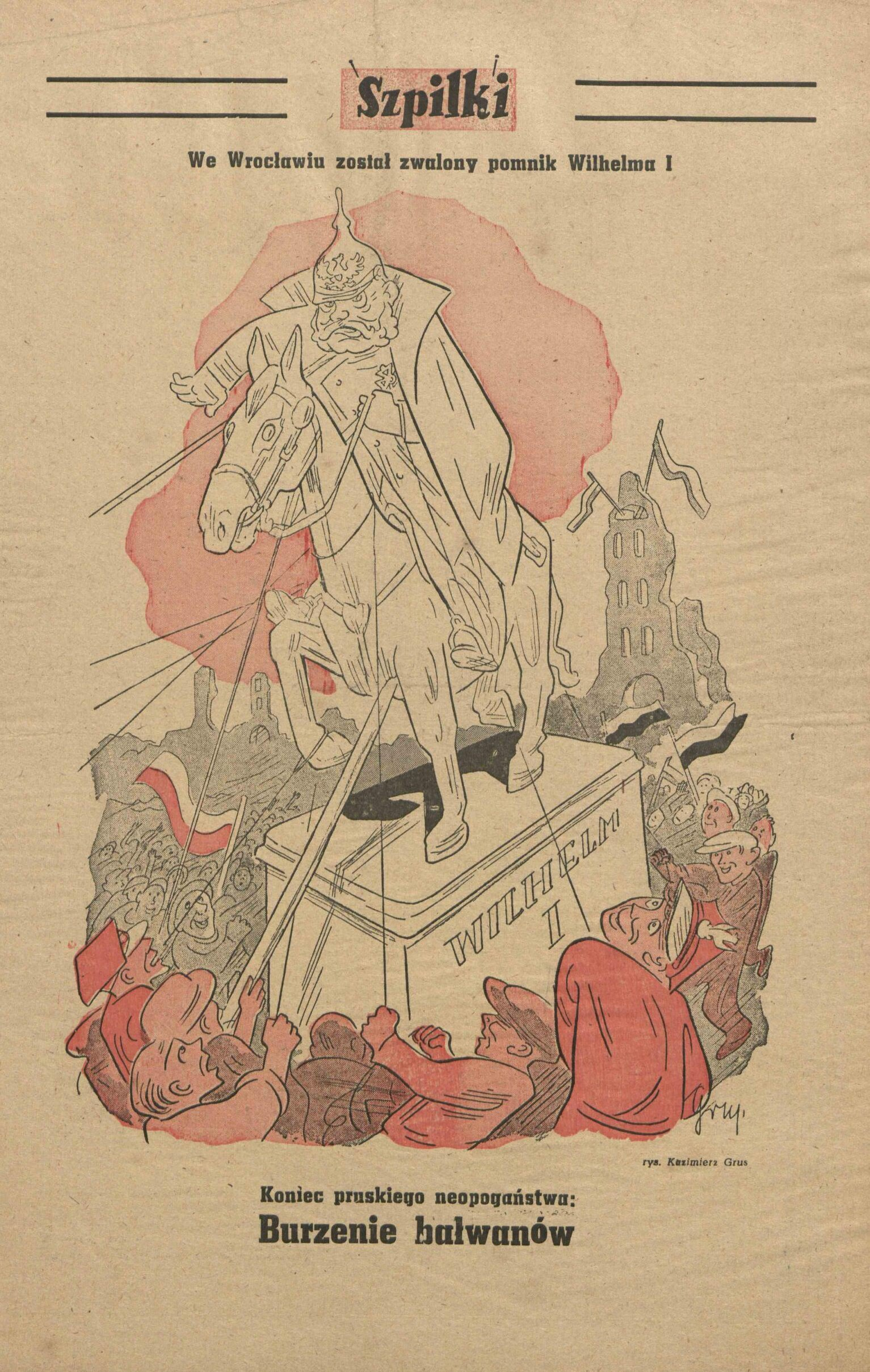
Karykatura komentująca obalenie pomnika, czasopismo „Szpilki”, 1945

W miejscu, w którym postawiono pomnik, do 1814 roku nad Fosą Miejską, stała trzecia Brama Świdnicka, wybudowana w roku 1693, bogato zdobiona rzeźbami. Pomnik został wzniesiony w 1896 roku jako dar od kraju związkowego Dolny Śląsk dla miasta Wrocławia.
II wojna światowa nie spowodowała niemal żadnych uszkodzeń pomnika. Podczas uroczystości 21 października 1945 roku, w której wziął udział pierwszy polski prezydent miasta Bolesław Drobner, posąg cesarza obalono (następnie został przetopiony), a podstawę pomnika usunięto kilka lat później. 15 września 2007 roku odsłonięto w tym miejscu pomnik króla Bolesława Chrobrego, dzięki któremu w roku 1000 utworzono pierwsze biskupstwo we Wrocławiu.

## Projekt i wymowa
Głównym elementem monumentu był konny posąg cesarza z brązu, stojący na piedestale z marmurową okładziną (całość miała 6 metrów wysokości). Dwie figury obok pomnika wykonane z marmuru, symbolizowały Sztukę Wojny i Sztukę Narodu, płaskorzeźba na cokole przedstawiała niemieckich książąt składających hołd Germanii. Z tyłu znajdowały się dwa obeliski, połączone ozdobną balustradą. Projektantem pomnika był niemiecki rzeźbiarz Christian Behrens.